# Mickelia bernoullii
Mickelia bernoullii är en träjonväxtart som först beskrevs av Oskar Kuhn och Hermann Christ, och fick sitt nu gällande namn av R. C. Moran, Labiak och Sundue. Mickelia bernoullii ingår i släktet Mickelia och familjen Dryopteridaceae. Inga underarter finns listade.